# Pływanie na Letnich Igrzyskach Olimpijskich Młodzieży 2010 – 100 metrów stylem grzbietowym chłopców
Zawody chłopców na dystansie 100 metrów stylem grzbietowym w pływaniu na Letnich Igrzyskach Olimpijskich Młodzieży 2010 odbyły się 15 i 16 sierpnia w Singapore Sports School w Singapurze.

## Wyniki – eliminacje

### Wyścig 1
| Rk | Tor | Zawodnik                    | Kraj       | Czas    | Uwagi |
| -- | --- | --------------------------- | ---------- | ------- | ----- |
| 1  | 5   | Bastien Soret               | Belgia     | 59.15   |       |
| 2  | 2   | Ruslan Baimanov             | Kazachstan | 1:00.07 |       |
| 3  | 4   | Bilal Achalhi               | Maroko     | 1:01.70 |       |
| 4  | 3   | Alan Wladimir Abarca Cortes | Chile      | 1:01.71 |       |
| 5  | 6   | Mark Sammut                 | Malta      | 1:01.80 |       |
| –  | 7   | Ammar Ghanim                | Jemen      | –       | DNS   |

### Wyścig 2
| Rk | Tor | Zawodnik            | Kraj       | Czas  | Uwagi |
| -- | --- | ------------------- | ---------- | ----- | ----- |
| 1  | 3   | Max Ackermann       | Australia  | 57.64 | Q     |
| 2  | 4   | Andrii Kovbasa      | Ukraina    | 57.96 | Q     |
| 3  | 5   | Mateusz Wysoczyński | Polska     | 58.00 | Q     |
| 4  | 2   | Raphael Stacchiotti | Luksemburg | 58.11 | Q     |
| 5  | 1   | Serghei Golban      | Mołdawia   | 58.12 | Q     |
| 6  | 6   | Yusuke Yamagishi    | Japonia    | 58.97 |       |
| 7  | 7   | Pedro Antonio Costa | Brazylia   | 59.46 |       |
| 8  | 8   | Heshan Unamboowe    | Sri Lanka  | 59.75 |       |

### Wyścig 3
| Rk | Tor | Zawodnik                       | Kraj              | Czas    | Uwagi |
| -- | --- | ------------------------------ | ----------------- | ------- | ----- |
| 1  | 5   | Yakov Toumarkin                | Izrael            | 55.55   | Q     |
| 2  | 1   | Peter Bernek                   | Węgry             | 57.10   | Q     |
| 3  | 7   | Ivan Biondic                   | Chorwacja         | 57.34   | Q     |
| 4  | 6   | Alexis Manacas da Silva Santos | Portugalia        | 57.45   | Q     |
| 5  | 3   | Rainer Kai Wee Ng              | Singapur          | 57.50   | Q     |
| 6  | 4   | Christian Diener               | Niemcy            | 58.92   |       |
| 7  | 8   | Christian Homer                | Trynidad i Tobago | 59.71   |       |
| 8  | 2   | Martin Fakla                   | Słowacja          | 1:00.06 |       |

### Wyścig 4
| Rk | Tor | Zawodnik           | Kraj              | Czas  | Uwagi |
| -- | --- | ------------------ | ----------------- | ----- | ----- |
| 1  | 3   | Lavrans Solli      | Norwegia          | 57.08 | Q     |
| 2  | 4   | He Jianbin         | Chiny             | 57.18 | Q     |
| 3  | 6   | Murray McDougall   | Południowa Afryka | 57.43 | Q     |
| 4  | 5   | Abdullah Altuwaini | Kuwejt            | 57.88 | Q     |
| 5  | 7   | Steve Schmuhl      | Stany Zjednoczone | 58.01 | Q     |
| 6  | 8   | Simone Geni        | Włochy            | 58.53 |       |
| 7  | 1   | Ondrej Palatka     | Czechy            | 58.53 |       |
| 8  | 2   | Mans Hjelm         | Szwecja           | 59.08 |       |

## Wyniki – półfinały

### Półfinał 1
| Rk | Tor | Zawodnik            | Kraj              | Czas  | Uwagi |
| -- | --- | ------------------- | ----------------- | ----- | ----- |
| 1  | 5   | He Jianbin          | Chiny             | 56.10 | Q     |
| 2  | 4   | Lavrans Solli       | Norwegia          | 56.39 | Q     |
| 3  | 3   | Murray McDougall    | Południowa Afryka | 56.67 | Q     |
| 4  | 2   | Abdullah Altuwaini  | Kuwejt            | 57.41 | Q     |
| 5  | 6   | Rainer Kai Wee Ng   | Singapur          | 57.44 |       |
| 6  | 7   | Mateusz Wysoczynski | Polska            | 57.56 |       |
| 7  | 1   | Raphael Stacchiotti | Luksemburg        | 57.66 |       |
| 8  | 8   | Ondrej Palatka      | Czechy            | 58.17 |       |

### Półfinał 2
| Rk | Tor | Zawodnik                       | Kraj              | Czas  | Uwagi |
| -- | --- | ------------------------------ | ----------------- | ----- | ----- |
| 1  | 4   | Yakov Toumarkin                | Izrael            | 55.40 | Q     |
| 2  | 5   | Peter Bernek                   | Węgry             | 56.97 | Q     |
| 3  | 3   | Ivan Biondic                   | Chorwacja         | 57.33 | Q     |
| 4  | 7   | Andrii Kovbasa                 | Ukraina           | 57.35 | Q     |
| 5  | 2   | Max Ackermann                  | Australia         | 57.63 |       |
| 6  | 1   | Steve Schmuhl                  | Stany Zjednoczone | 57.64 |       |
| 7  | 8   | Serghei Golban                 | Mołdawia          | 57.87 |       |
| 8  | 6   | Alexis Manacas da Silva Santos | Portugalia        | 58.06 |       |

## Wyniki – finał
| Rk | Tor | Zawodnik           | Kraj              | Czas  | Uwagi |
| -- | --- | ------------------ | ----------------- | ----- | ----- |
|    | 5   | He Jianbin         | Chiny             | 55.16 |       |
|    | 4   | Yakov Toumarkin    | Izrael            | 55.28 |       |
|    | 3   | Lavrans Solli      | Norwegia          | 56.20 |       |
| 4  | 2   | Peter Bernek       | Węgry             | 56.33 |       |
| 5  | 6   | Murray McDougall   | Południowa Afryka | 56.68 |       |
| 6  | 7   | Ivan Biondic       | Chorwacja         | 56.88 |       |
| 7  | 1   | Andrii Kovbasa     | Ukraina           | 56.93 |       |
| –  | 8   | Abdullah Altuwaini | Kuwejt            | –     | DSQ   |